# Music (casa discografica)
La Music è stata una casa discografica italiana, fondata e diretta da Walter ed Ernesto Guertler nel 1951 e attiva fino agli anni settanta, dopo essere stata assorbita dal gruppo SAAR Records nel 1958.

## Storia
Walter Guertler era entrato nel mondo discografico nel 1948, fondando, assieme al fratello Ernesto, la Celson. Nel 1951 i due fondarono un'altra etichetta, la Music, mantenendo le due in vita separatamente. Fra gli artisti che incisero per la Music: Tony Dallara, Adriano Celentano e Fausto Leali.
Nel 1958 un 45 giri di questa casa discografica, Come prima di Tony Dallara (che lavorava come fattorino presso la Music, prima di incidere), fu primo in hit parade per molte settimane.
Agli inizi del 1958 Guertler fondò la casa discografica SAAR Records (Società Articoli Acustici Riprodotti), con sede a Milano in viale di Porta Vercellina 14, incorporando in essa le altre etichette preesistenti, compresa la Music. In quell'occasione creò inoltre la Jolly.
Dopo qualche anno la Music cessò l'attività, e il suo catalogo fu ristampato progressivamente dalla Joker, sottoetichetta della SAAR creata negli anni sessanta espressamente per le ristampe economiche.

## Dischi
La datazione qui riportata si basa sull'etichetta del disco o sulla copertina; qualora nessuno di questi elementi abbia una datazione, è basata sulla numerazione del catalogo; talora è, infine, basata sul codice della matrice di stampa. Se esistenti, sono riportati, oltre all'anno, il mese e il giorno (quest'ultimo dato si trova, a volte, stampato sul vinile).

### 33 giri - Catalogazione LPA
| Numero di catalogo | Anno | Interprete                            | Titoli                                       |
| ------------------ | ---- | ------------------------------------- | -------------------------------------------- |
| LPA 1              | 1956 | Ralph Flanagan and his orchestra      | playing a tribute to Glenn Miller            |
| LPA 2              | 1956 | Esy Morales and Gomez orchestra       | Rhumba favorites                             |
| LPA 3              | 1956 | Stan Getz (Feat. Bengt Hallberg)      | Stan Getz Swedish All Stars                  |
| LPA 4              | 1956 | Roy Eldrige                           | Roy Eldrige favorites                        |
| LPA 5              | 1956 | Reinhold Svensson                     | Reinhold Svensson favorites                  |
| LPA 6              | 1956 | Delta Rhythm Boys                     | Delta Rhythm Boys                            |
| LPA 7              | 1956 | Harry Arnold and his orchestra        | Cole Porter melodies                         |
| LPA 10             | 1956 | The Rocky Mountains Ol' Time Stompers | The Rocky Mountains Ol' Time Stompers vol. 1 |
| LPA 34             | 1956 | The Rocky Mountains Ol' Time Stompers | The Rocky Mountains Ol' Time Stompers vol. 2 |
| LPA 39             | 1957 | The Rocky Mountains Ol' Time Stompers | The Rocky Mountains Ol' Time Stompers vol. 3 |
| LPA 40             | 1957 | The Minstrels Of Jazz                 | The Minstrels Of Jazz                        |
| LPA 42             | 1957 | The Rocky Mountains Ol' Time Stompers | The Rocky Mountains Ol' Time Stompers vol. 4 |

### 33 giri - Catalogazione LPM
| Numero di catalogo | Anno             | Interprete                                                                                   | Titoli                                               |
| ------------------ | ---------------- | -------------------------------------------------------------------------------------------- | ---------------------------------------------------- |
| LPM 1000           | 1957             | Len Mercer (And His Strings)                                                                 | Souvenir d'Italie                                    |
| LPM 1001           | 1957             | The Rocky Mountains Ol' Time Stompers                                                        | The Rocky Mountains Ol' Time Stompers with Len Ellis |
| LPM 1002           | 1958             | Len Mercer (And His Strings)                                                                 | Dancing In The Dark                                  |
| LPM 1007           | 1958             | I Campioni con Tony Dallara                                                                  | I Campioni canta Tony Dallara                        |
| LPM 1010           | 1958             | Tony Dallara                                                                                 | Tony Dallara                                         |
| LPM 1012           | 1959             | I Dandies                                                                                    | Cha cha cha                                          |
| LPM 1014           | 1960             | Tony Dallara                                                                                 | Tony Dallara con Ezio Leoni                          |
| LPM 1015           | 9 settembre 1960 | Esecutori vari                                                                               | Giradisco Music                                      |
| LPM 1016           | 1960             | Esecutori vari                                                                               | Giradisco Music 2                                    |
| LPM 1017           | 1960             | Roby Guareschi                                                                               | Roby Guareschi                                       |
| LPM 1020           | 1960             | Cicciu Busacca, Orazio Strano, Francesco Platania, Giuseppe Giuffrida e Giovanni Di Giovanni | Sicilia. Aspetti del folklore italiano               |
| LPM 1025           | 1961             | Tony Dallara                                                                                 | Bambina bambina                                      |
| LPM 2002           | 1958             | Chris Connor                                                                                 | Chris Connor                                         |
| LPM 2006           | 1972             | Piero e i Cottonfields                                                                       | Il viaggio, la donna, un'altra vita                  |
| LPM 2007           | 1973             | Ugolino                                                                                      | Nudo e crudo                                         |
| LPM 2011           | 1973             | Dalton                                                                                       | Riflessioni: idea d'infinito                         |
| LPM 2013           | 1973             | Goffredo Canarini                                                                            | Ruggito d'amore                                      |
| LPM 2017           | 1973             | Cy Touff                                                                                     | Cy Touff Octet And Quintet                           |
| LPM 2021           | 1951             | Chet Baker                                                                                   | Chet Baker & Crew                                    |
| LPM 2045           | 1974             | Sonny Rollins                                                                                | Sonny Rollins With The Modern Jazz Quartet           |
| LPM 2052           | 1958             | Bud Shank (con l'orchestra d'archi di Len Mercer)                                            | I'll take romance                                    |
| LPM 2091           | 1959             | Buddy Colette                                                                                | The polyhedric                                       |
| LPM 2094           | 1960             | Chet Baker                                                                                   | Sextet & Quartet                                     |
| LPM 2095           | 5 luglio 1961    | Buddy Colette                                                                                | The soft touch of Buddy Collette                     |

### EP
| Numero di catalogo | Anno           | Interprete                                           | Titoli                                                                          |
| ------------------ | -------------- | ---------------------------------------------------- | ------------------------------------------------------------------------------- |
| EPM 10001          | 1956           | Len Mercer                                           | Len Mercer vol. 1                                                               |
| EPM 10002          | 1956           | Len Mercer                                           | Len Mercer vol. 2                                                               |
| EPM 10003          | 1956           | Len Mercer                                           | Len Mercer vol. 3                                                               |
| EPM 10004          | 1956           | The Rocky Mountains Ol' Time Stompers                | The Rocky Mountains Ol' Time Stompers vol. 1                                    |
| EPM 10005          | 1956           | The Rocky Mountains Ol' Time Stompers                | The Rocky Mountains Ol' Time Stompers vol. 2                                    |
| EPM 10006          | 1956           | The Rocky Mountains Ol' Time Stompers                | Vol. 3: Hit Tunes Of Current Films                                              |
| EPM 10007          | 1956           | The Rocky Mountains Ol' Time Stompers                | The Rocky Mountains Ol' Time Stompers vol. 4                                    |
| EPM 10008          | 1956           | Len Mercer                                           | Len Mercer vol. 4                                                               |
| EPM 10013          | 1956           | The Rocky Mountains Ol' Time Stompers                | The Rocky Mountains Ol' Time Stompers vol. 5                                    |
| EPM 10014          | 1956           | Lucia Mannucci                                       | con Ezio Leoni e la sua Orchestra                                               |
| EPM 10015          | 1956           | Len Mercer                                           | Len Mercer e la sua Orchestra vol. 7                                            |
| EPM 10017          | 1957           | Trio Marechiaro                                      | Trio Marechiaro                                                                 |
| EPM 10018          | 1957           | Trio Marechiaro                                      | Trio Marechiaro vol. 2                                                          |
| EPM 10019          | 1957           | Rino Da Positano                                     | Rino Da Positano e la sua chitarra vol. 1                                       |
| EPM 10020          | 1957           | Rino Da Positano                                     | Rino Da Positano e la sua chitarra vol. 2                                       |
| EPM 10022          | 1957           | Quartetto a Plettro                                  | Arcobaleno sul Golfo vol. 2                                                     |
| EPM 10023          | 1957           | Esecutori vari                                       | Arcobaleno sul golfo                                                            |
| EPM 10024          | 1957           | Len Mercer                                           | Souvenir d'Italie                                                               |
| EPM 10025          | 1957           | Esecutori vari                                       | Souvenir from Rome                                                              |
| EPM 10026          | 1957           | Esecutori vari                                       | Souvenir from Venice and Florence                                               |
| EPM 10027          | 1957           | Esecutori vari                                       | Souvenir from Naples                                                            |
| EPM 10041          | 1957           | Mahalia Jackson                                      | Mahalia Jackson With Choir                                                      |
| EPM 10054          | 1957           | Len Mercer                                           | Guerra e pace                                                                   |
| EPM 10055          | 1957           | Gigi Delmo                                           | Gigi Delmo e la sua musica allegra vol. 1                                       |
| EPM 10064          | 1957           | Chris Barber Jazz Band                               | Chris Barber Jazz Band vol. 4                                                   |
| EPM 10066          | 1957           | The Rocky Mountains                                  | Ol' Time Stompers with Len Ellis, vocal vol. 3                                  |
| EPM 10073          | 1958           | I Campioni con Tony Dallara                          | I Campioni canta Tony Dallara                                                   |
| EPM 10075          | 1958           | Gigi Delmo                                           | Gigi Delmo                                                                      |
| EPM 10077          | 1958           | Oscar Carboni                                        | Luna di Roma/Una donna è sempre giovane/In cerca di fortuna/Suspirame           |
| EPM 10078          | 1958           | Oscar Carboni con Ezio Leoni & orchestra             | Canzone di sette mari/Risvegliami/Ricciulella/Lazzarella                        |
| EPM 10080          | 1958           | Gigi Delmo                                           | Malinconico autunno, 'nnammurate dispettuse/Lazzarella, Storta va, deritta vene |
| EPM 10081          | 1958           | Noel Harrison                                        | Noel Harrison & His Calypso Band                                                |
| EPM 10088          | 1958           | Piero Dani                                           | Canta Piero Dani                                                                |
| EPM 10091          | 1958           | Trio Convers                                         | Trio Convers vol. 1                                                             |
| EPM 10092          | 1958           | Trio Convers                                         | Trio Convers vol. 2                                                             |
| EPM 10093          | 1958           | Len Mercer                                           | L'impero del sole                                                               |
| EPM 10094          | 1958           | Pedro Gomez                                          | Pedro Gomez y su Conjunto de tango                                              |
| EPM 10099          | 1958           | I Campioni con Tony Dallara                          | I Campioni canta Tony Dallara                                                   |
| EPM 10100          | 1958           | Gianni Ferraresi con i Music Vocalists               | Calypso                                                                         |
| EPM 10104          | 1958           | Ruggero Oppi                                         | Ruggero Oppi e il suo humor ritmico                                             |
| EPM 10105          | 1958           | I Campioni con Tony Dallara                          | I Campioni canta Tony Dallara                                                   |
| EPM 10110          | 1958           | Nuccia Bongiovanni                                   | Nuccia Bongiovanni con Giampiero Boneschi ed i suoi solisti                     |
| EPM 10112          | 1958           | Oscar Carboni                                        | Oscar Carboni, Ezio Leoni e la sua orchestra                                    |
| EPM 10114          | 1958           | Tony Dallara e The Rocky Mountains Ol' Time Stompers | O.K. Corral                                                                     |
| EPM 10115          | 1958           | Bruno De Filippi                                     | Bruno De Filippi e la sua chitarra                                              |
| EPM 10116          | 1958           | Johnny Ritter                                        | Funny face                                                                      |
| EPM 10117          | 1958           | Ugo Calise                                           | Ugo Calise ed il suo complesso - Vol. 1                                         |
| EPM 10118          | 1958           | Nuccia Bongiovanni                                   | Nuccia Bongiovanni con Giampiero Boneschi e i suoi solisti                      |
| EPM 10119          | 1958           | Gianni Ferraresi                                     | Nel blu dipinto di blu                                                          |
| EPM 10121          | 1958           | Morghen-Mellier                                      | Sabre dance                                                                     |
| EPM 10123          | 1958           | Adriano Celentano                                    | Adriano Celentano                                                               |
| EPM 10124          | 1958           | I Campioni con Tony Dallara                          | L'edera/Tieneme strett'a te/Strada 'nfosa/Bambina innamorata                    |
| EPM 10125          | 1958           | Giampiero Boneschi e la sua orchestra                | Bravissimo - Musiche della trasmissione Lascia o raddoppia?                     |
| EPM 10128          | 1958           | Giovanni Pelli Orchestra e Ritmi                     | Piccolo Bar volume 2                                                            |
| EPM 10139          | 1958           | Tony Dallara                                         | Per un bacio d'amor                                                             |
| EPM 10141          | 1958           | Gianni Ferraresi con i Music Vocalists               | Bellissima                                                                      |
| EPM 10142          | 14 luglio 1958 | Ugo Calise                                           | Ugo Calise ed il suo complesso                                                  |
| EPM 10145          | 1958           | Tony Dallara                                         | Julia                                                                           |
| EPM 10146          | 1958           | I Dandies (canta Fabian)                             | I Dandies                                                                       |
| EPM 10148          | 1958           | Bruno Clair (canta Roby Guareschi)                   | Bruno Clair e il suo complesso                                                  |
| EPM 10150          | 1959           | Terry Gibson                                         | Terry Gibson and his rocking guitar                                             |
| EPM 10156          | 30 maggio 1959 | Cosimo Di Ceglie                                     | Cosimo Di Ceglie e il suo complesso                                             |
| EPM 10158          | 1959           | Tony Dallara                                         | Tony Dallara                                                                    |
| EPM 10159          | 1959           | Tony Dallara                                         | Poveri milionari                                                                |
| EPM 10163          | 1959           | Tony Dallara                                         | Non passa più / Anima mia / Ghiaccio bollente / Vertigine                       |
| EPM 10165          | 1960           | Tony Dallara                                         | Sanremo 1960                                                                    |
| EPM 10170          | 1961           | Tony Dallara                                         | Un uomo vivo / Al di là / Febbre di musica / Mare di dicembre                   |

### 45 giri
| Numero di catalogo | Anno             | Interprete                                       | Titoli                                             |
| ------------------ | ---------------- | ------------------------------------------------ | -------------------------------------------------- |
| 2210               | 1957             | Tony Dallara                                     | Me piace sta vucchella/Che m'e' 'mparato a 'ffa    |
| 2217               | Dicembre 1957    | Tony Dallara                                     | Come prima/L'autunno non è triste                  |
| 2218               | 1958             | Tony Dallara                                     | Ti dirò/My Tennessee                               |
| 2219               | 27 agosto 1958   | Tony Dallara                                     | Condannami/Brivido blu                             |
| 2221               | 1958             | Ugo Calise                                       | Songo napulitano/Cumpagna d' 'a luna               |
| 2222               | 1958             | Ugo Calise                                       | 'a sunnambula/Tieneme 'strett' a te                |
| 2223               | 1958             | Adriano Celentano                                | Rip It Up/Jailhouse Rock                           |
| 2224               | 1958             | Adriano Celentano                                | Blueberry Hill/Tutti frutti                        |
| 2225               | 1958             | Tony Dallara                                     | Strada 'nfosa/Tieneme strett' a te                 |
| 2227               | 1958             | Ugo Calise                                       | Sott' 'a luna/'O tuppo                             |
| 2228               | 1958             | Ugo Calise                                       | 'nammurammece/E dimme ca me vuo' bene              |
| 2232               | 1958             | Adriano Celentano                                | Man Smart/I Love You Baby                          |
| 2233               | 1958             | Adriano Celentano                                | The Stroll/Tell Me That You Love Me                |
| 2234               | 1958             | Tony Dallara                                     | Amami poco/Per un bacio d'amor                     |
| 2235               | 1958             | Tony Dallara                                     | La mia storia/Non so dir (ti voglio bene)          |
| 2236               | 1958             | Ugo Calise                                       | Torero/Resta cu' mme                               |
| 2237               | 1958             | Ugo Calise                                       | Vurria/Tuppe, tuppe Mariscià!                      |
| 2243               | 1958             | Johnny Ritter e i Continentals                   | Bellissima/Just like a shadows (Si comm'a n'ombra) |
| 2246               | 1958             | Ugo Calise                                       | Nun me parlate 'e chella/Nun è peccato             |
| 2247               | 1959             | I Dandies (canta Fabian)                         | La barca/El Reloj                                  |
| 2248               | 1959             | Roby Guareschi                                   | Che bambola/Cocco bello                            |
| 2249               | 1959             | Marcello Onorari con il complesso di Bruno Clair | Child Face/Comme te l'aggi a ddi'                  |
| 2250               | 1959             | Tony Dallara con i Continentals                  | Julia/Mi perderò                                   |
| 2251               | 1959             | Tony Dallara                                     | Primo amore/Non è così                             |
| 2258               | 1959             | Tony Dallara                                     | Mi sento in estasi/Amiamoci così                   |
| 2261               | 1959             | Roby Guareschi                                   | Sei come un flipper/Hei ragazza                    |
| 2263               | 1959             | Roby Guareschi                                   | Patricia/Tu (non devi farlo più)                   |
| 2276               | 23 aprile 1960   | I Dandies (canta Fabian)                         | Veronica/Abbandonati a mej                         |
| 2282               | 1960             | Rick Valente                                     | Kiss me, kiss me/Le stelle sono nere               |
| 2287               | 1960             | Caterina Villalba                                | Quando la luna/Cammino nella nebbia                |
| 2289               | 13 novembre 1959 | Roby Guareschi                                   | Meglio così/Io devo                                |
| 2290               | 1960             | Roby Guareschi                                   | Ernesto il fusto/Kriminal tango                    |
| 2305               | 8 gennaio 1960   | Rick Valente                                     | Welcome to Rome/Lei, soltanto lei...               |
| 2306               | 1960             | Tony Dallara                                     | Romantica/Non sei felice                           |
| 2307               | 1960             | Tony Dallara                                     | Noi/Perderti                                       |
| 2310               | 1960             | Roby Guareschi                                   | Mack The Knife (Moritat)/Marina                    |
| 2311               | 1960             | Cosimo Di Ceglie                                 | Notte mia/Splende l'arcobaleno                     |
| 2320               | 1960             | Roby Guareschi                                   | Sei troppo bella/L'ultimo whisky                   |
| 2321               | 1960             | Roby Guareschi                                   | Diabolic Melody/T'insegnerò l'amore                |
| 2322               | 1960             | Caterina Villalba                                | Auf wiedersehen mi vida/Amare                      |
| 2325               | 1960             | Rick Valente                                     | Non voglio vederti/Insonnia                        |
| 2327               | 1961             | Tony Dallara                                     | Un uomo vivo/Al di là                              |
| 2328               | 1961             | Rik Valente                                      | Cinzia/Eterna sete                                 |
| 2334               | 1961             | Tony Dallara                                     | Ti voglio amar/Ricordami                           |
| 2335               | 1961             | Harry Arnold                                     | Calcutta/Mallorca                                  |
| 2337               | 1961             | Jørgen Ingmann                                   | Apache/Echo Boogie                                 |
| 2339               | 1961             | Tony Dallara                                     | La novia/Caccia all'uomo                           |
| 2340               | 1961             | Tony Dallara                                     | Come noi/Monica                                    |
| 2341               | 1961             | Tony Dallara                                     | Bambina bambina/Come te                            |
| 2342               | 1961             | The Lee Men                                      | Il grande terremoto/The Untitled Melody            |
| 2343               | 1961             | Tony Dallara                                     | A.A.B.C./La canzone dei poeti                      |
| 2351               | 1962             | Fausto Leali                                     | Un bacio e poi/Giochiamo all'amore                 |
| 2352               | 1962             | Tony Dallara                                     | La escalera/In un mare                             |
| 2359               | 1962             | Tony Dallara                                     | Chiedo perdono/Tempo di Roma                       |
| 2364               | 1963             | Fausto Leali                                     | Portami tante rose/Non insistere                   |
| 2365               | 1963             | Tony Dallara                                     | Tu che sai di primavera/Norma                      |